# ان نوایر
ان نوایر یک منطقهٔ مسکونی در یمن است که در استان حضرموت واقع شده‌است.